# 333134 Alexandrahilbert
333134 Alexandrahilbert è un asteroide della fascia principale interna. Scoperto nel 2004, presenta un'orbita caratterizzata da un semiasse maggiore pari a 2,367087 UA e da un'eccentricità di 0,083149, inclinata di 5,040424° rispetto all'eclittica.
Alexandra Hilbert è una systems engineer americana. È stata ingegnere dei sistemi operativi di missione (Mission Operations Systems Engineer) per la missione OSIRIS-REx dal 2017 al 2019. Durante questo periodo, Alexandra ha supportato lo sviluppo delle operazioni della fase scientifica e ha guidato diverse attività di volo. Ha anche lavorato ai programmi Juno, Lucy e Human Landing System.